# Feyt (ruisseau)
Pour les articles homonymes, voir Feyt (homonymie).
Le Feyt est un ruisseau français de Nouvelle-Aquitaine, principal affluent de la Méouzette et sous-affluent du Chavanon.

## Géographie
Il prend sa source dans la Corrèze, à plus de 800 m d’altitude sur la commune de Lamazière-Haute.
Sur environ 3 kilomètres, il sert de limite entre les départements de la Corrèze (commune d’Eygurande) et de la Creuse (commune de Saint-Merd-la-Breuille).
Il continue en Corrèze où il arrose Feyt et rejoint la Méouzette en rive droite, à Laroche-près-Feyt.